# 바텐베르크가

바텐베르크가의 문장

바텐베르크가(Battenberg family)는 1918년까지 헤센 대공국을 통치했던 헤센 다름슈타트 왕가의 비동조적인 생도 가문이다. 첫 번째 구성원은 율리아 하우케였는데, 그의 처남인 헤센 대공 루이 3세는 1851년에 루이 대공의 형인 알렉산드르 헤센 대공과 라인 왕가의 유기적인 결혼식을 올릴 당시, '일루이 전하' 스타일로 바텐베르크 백작 부인을 만들었다. 이름의 이름은 헤센에 있는 바텐베르크 마을을 나타낸다. 1858년, 백작 부인의 직함은 '세레네 전하' 스타일로 바텐베르크 공주로 격상되었다.
바텐베르크라는 이름은 1924년에 아이 없이 사망한 바텐베르크 공주의 막내 아들인 바텐베르크의 프란시스 조셉 왕자가 마지막으로 사용했다. 1917년, 가족 구성원 대부분은 대영제국에 거주하고 있었고 제1차 세계대전 동안 영국인들의 반 독일 정서가 고조되었기 때문에 그들의 헤센 직함을 포기했다. 그 시점에서, 그들은 성을 바텐베르크의 성공적인 버전인 마운트배튼으로 바꿨다. 그러나, 스페인의 여왕인 바텐베르크의 빅토리아 유지니의 아들인 바르셀로나 백작 후안은 1993년 그가 사망할 때까지 보르본 이 바텐베르크의 성을 가졌다.

## 같이 보기
- 마운트배튼가